# Дева, Вели
Вели Дева (алб. Veli Deva; 18 октября 1923, Джяковица, Королевство сербов, хорватов и словенцев — 25 ноября 2015, Косово и Метохия, Сербия) — югославский и косовский партийный и государственный деятель, секретарь ЦК, председатель Президиума Союза коммунистов Косово (1965—1971 и 1981—1982).

## Биография
Окончил Высшую экономическую школу в Скопье. Включился в революционное рабочее движение в Шкодре в 1939 г. За свою активную оппозиционную деятельность неоднократно подвергался арестам. В 1941 г, вступил в Союза коммунистической молодежи Югославии, а в 1942 г. — в ряды Коммунистической партии Югославии.
В годы Второй мировой войны участвовал в Народно-освободительной борьбе в составе партизанского отряда, был политическим комиссаром батальона.
После провозглашения социалистической Югославии находился на многих ответственных должностях: организационный секретарь окружного комитета КПЮ в Джяковице, секретарь окружного комитета КПЮ в Дренице и Пече, инструктор областного комитета КПЮ по Косово и Метохии.
В 1965—1971 гг. — секретарь ЦК, а в 1981—1982 гг. — председатель Президиума ЦК Союза коммунистов Косово. Второй раз занял эту должность после беспорядков в Косове (1981)  и отставки Махмута Бакали. Косовские албанцы приветствовали эти назначения, поскольку он считался противником сербского национализма, равно как и националистической политики Народной Социалистической Республики Албания времен Энвера Ходжи.
Занимал посты секретаря Комитета народного освобождения Косово, председателя комитета по экономике Исполнительного вече автономного края Косово, президента Объединенного альянса Косово и Федерации профсоюзов Косово. генеральным директором промышленного комбината «Трепча».
Избирался членом Центрального комитета Союза коммунистов Сербии и ЦК Союза коммунистов Югославии, членом президиума ЦК Союза коммунистов Сербии, членом Президиума СФРЮ, членом Совета Федерации СФРЮ.

## Награды и звания
Награждён орденом «За заслуги перед народом» второй степени, орденом Братства и единства, орденом Орден «За храбрость» и медалью Партизанская память,